# Japan Boardgame Prize
 (décembre 2022).
Si vous disposez d'ouvrages ou d'articles de référence ou si vous connaissez des sites web de qualité traitant du thème abordé ici, merci de compléter l'article en donnant les références utiles à sa vérifiabilité et en les liant à la section « Notes et références ».
Le Japan Boardgame Prize est une récompense créée en 2002 au Japon, qui décerne un prix à quatre nouveaux jeux de société par an. Ce prix est organisé par U-more, une organisation destinée à la promotion et à la mise en valeur de la culture des jeux de société au Japon.
Ce prix récompense un jeu dans chacune des catégories suivantes :
- meilleur jeu étranger pour débutants
- meilleur jeu étranger pour joueurs confirmés
- meilleur jeu publié en japonais
- meilleur jeu pour enfants

Les prix sont généralement décernés en février.

## Vainqueurs
Voici la liste des jeux ayant gagné ce prix :
| Année | Prix                                                      | Jeu                                            | Auteur(s)                                | Éditeur                                      |
| ----- | --------------------------------------------------------- | ---------------------------------------------- | ---------------------------------------- | -------------------------------------------- |
| 2002  | meilleur jeu étranger pour débutants                      | TransAmerica                                   | Franz-Benno Delonge                      | Winning Moves                                |
| 2002  | meilleur jeu étranger pour joueurs confirmés              | Puerto Rico                                    | Andreas Seyfarth                         | Alea                                         |
| 2002  | meilleur jeu publié en japonais                           | Blokus                                         | Bernard Tavitian                         | Sekkoia Beverly                              |
| 2002  | meilleur jeu pour enfants                                 | La Compagnie des taupes (Die Maulwurf Company) | Bertram Kaes Virginia Charves            | Ravensburger                                 |
| 2003  | meilleur jeu étranger pour débutants                      | Coloretto                                      | Michael Schacht                          | Abacus                                       |
| 2003  | meilleur jeu étranger pour joueurs confirmés              | Edel, Stein & Reich                            | Reinhard Staupe                          | Alea                                         |
| 2003  | meilleur jeu publié en japonais                           | Concordances (Apples to Apples)                | Matthew Kirby Mark Alan Osterhaus        | Tactic Beverly Enterprises Inc.              |
| 2003  | meilleur jeu pour enfants                                 | Viva Topo!                                     | Manfred Ludwig                           | Selecta                                      |
| 2004  | meilleur jeu étranger pour débutants                      | Génial                                         | Reiner Knizia                            | Kosmos                                       |
| 2004  | meilleur jeu étranger pour joueurs confirmés              | Les Aventuriers du rail                        | Alan R. Moon                             | Days of Wonder                               |
| 2004  | meilleur jeu publié en japonais                           | San Juan                                       | Andreas Seyfarth                         | Alea Mobius Games                            |
| 2004  | meilleur jeu pour enfants                                 | L'Escalier hanté Geistertreppe                 | Michelle Schanen                         | Drei Magier Spiele                           |
| 2005  | meilleur jeu étranger pour débutants                      | Diamant                                        | Bruno Faidutti Alan R. Moon              | Schmidt Spiele                               |
| 2005  | meilleur jeu étranger pour joueurs confirmés              | Les Chevaliers de la Table Ronde               | Bruno Cathala Serge Laget                | Days of Wonder                               |
| 2005  | meilleur jeu publié en japonais                           | Q-Jet (réédition de Ave Caesar)                | Wolfgang Riedesser                       | Mobius Games                                 |
| 2005  | meilleur jeu pour enfants                                 | Mago Magino                                    | Reiner Knizia                            | Selecta                                      |
| 2006  | meilleur jeu étranger pour débutants                      | Pingouin                                       | Günter Cornett (de) Alvydas Jakeliunas   | Phalanx Games Mayfair Games                  |
| 2006  | meilleur jeu étranger pour joueurs confirmés              | L'Aventure postale                             | Andreas Seyfarth Karen Seyfarth          | Schmidt Spiele Hans im Glück                 |
| 2006  | meilleur jeu publié en japonais                           | Les Aventuriers du rail                        | Alan R. Moon                             | Days of Wonder                               |
| 2006  | meilleur jeu pour enfants                                 | Giro Galoppo                                   | Jürgen P.K. Grunau                       | Selecta                                      |
| 2007  | meilleur jeu étranger pour débutants                      | Zooloretto                                     | Michael Schacht                          | Abacus                                       |
| 2007  | meilleur jeu étranger pour joueurs confirmés              | Les Piliers de la Terre                        | Michael Rieneck (de) Stefan Stadler (de) | Filosofia                                    |
| 2007  | meilleur jeu publié en japonais                           | Bursa                                          | ?                                        | ?                                            |
| 2007  | meilleur jeu pour enfants                                 | Hop Hop, Hurrah !                              | Heinz Meister                            | Ravensburger                                 |
| 2008  | meilleur jeu                                              | Wie verhext!                                   | Andreas Pelikan                          | Alea / Ravensburger                          |
| 2008  | meilleur jeu contribuant à la promotion des jeux au Japon | Blokus 3D                                      | Stefan Kögl                              | Hodin                                        |
| 2009  | meilleur jeu                                              | Dominion                                       | Donald X. Vaccarino                      | Hans im Glück / Rio Grande Games / Filosofia |
| 2009  | meilleur jeu contribuant à la promotion des jeux au Japon | Let's Catch the Lion!                          | Madoka Kitao                             | Gentosha Education                           |